# Esbjerg Havn
Esbjerg Havn är en hamn på västra Jylland i Danmark. Den ligger i Esbjergs kommun i Region Syddanmark, omkring en kilometer från Esbjergs centrum. 
Esbjerg var tidigare hammahamn för 600 fiskefartyg men idag används hamnen främst för godstrafik, export av vindkraftverk och av offshoreindustrin.
Hamnen anlades i mitten av 1800-talet efter att Danmark hade förlorat Schleswig och dess hamnar i dansk-tyska kriget och öppnade med 250 meter kaj den 15 augusti 1874. Den utvecklades från exporthamn för boskap och mejeriprodukter till industrihamn och ett litet samhälle växte upp som år 1899 blev till staden Esbjerg. På 1890-talet växte fiskeflottan kraftigt och präglade hamnen till omkring 1970. Efter fynd av olja i Nordsjön i slutet av 1960-talet utvecklades hamnen till en offshorehamn.
År 2020 tog hamnen emot 5 379 fartyg och hanterade 4,3 miljoner ton gods.